# Francisco Zuela
Francisco Zuela,  de son vrai nom José Luis Francisco Zuela dos Santos, né le 3 août 1983 à Luanda, est un footballeur international angolais. Il évoluait au poste de défenseur central.